# David Stewart (labdarúgó)
David Steel Stewart (Glasgow, 1947. március 11. – 2018. november 13.) válogatott skót labdarúgó, kapus.

## Pályafutása

### Klubcsapatban
1967 és 1973 között az Ayr United labdarúgója volt. 1973 és 1979 között az angol Leeds United csapatában szerepelt egy bajnok címet szerzett az együttessel. Tagja volt az 1974–75-ös BEK-döntős a csapatnak. 1979-ben egy rövid ideig a West Bromwich Albion kapusa volt. 1979 és 1981 között a walesi Swansea City csapatában védett.

### A válogatottban
1977-ben egy alkalommal szerepelt a skót válogatottban.

## Sikerei, díjai
Leeds United
- Angol bajnokság (First Division)
  - bajnok: 1973–74
- Bajnokcsapatok Európa-kupája (BEK)
  - döntős: 1974–75